# Samuel Woodforde
Samuel Woodforde, né le 29 mars 1763 à Castle Cary et mort le 27 juillet 1817 à Bologne, est un peintre britannique.